# Lehrberg
Lehrberg é um município da Alemanha, localizado no distrito Ansbach, no estado de Baviera.